# Jean-Louis Brousse-Desfaucherets
Jean-Louis Brousse-Desfaucherets, né en 1742 à Paris où il est mort le 18 février 1808, est un dramaturge et administrateur français.

## Biographie
Fils d'un riche procureur au parlement de Paris, il mène une vie d'homme du monde jusqu'à la Révolution. Desfaucherets est auteur de plusieurs pièces présentées dans différents théâtres parisiens. On a de lui, l’Avare cru bienfaisant, comédie en 5 actes et en vers, représentée sur le Théâtre-Français le 15 décembre 1784. Le Mariage secret, comédie en trois actes et en vers, fut représenté à Fontainebleau, le vendredi 4 novembre 1785, et pour la première fois, à Paris, par les comédiens ordinaires du roi, le vendredi 10 mars 1786. Imprimée en 1786 (Paris, veuve Duchesne, 1786, in-8°. — Nouv. édit. Paris, Barba, 1818, in-8°.), elle est considérée comme la meilleure pièce de l’auteur, avec au total une quarantaine de représentations. On assure que le comte de Provence, a eu la plus grande part à cette pièce. Le Mariage secret ayant d’abord été refusé, le comte de Provence l’ayant appris, écrivit le jour même au gentilhomme chargé de la direction du Théâtre-Français qu’il désirait qu’on la reçut : elle fut alors, par ordre, mise à l’étude et jouée avec succès.
Dans la même année, Desfaucherets donna le Portrait, ou le danger de tout dire, comédie en un acte et en vers, ainsi que la Double clef, ou Colombine mannequin, parade en deux actes et en vers, mêlée d’ariettes, qui fut représentée au Théâtre italien. 
En 1789, il donne des discours publics qui le font remarquer. Il est nommé successivement député suppléant du tiers état de la généralité de Paris et lieutenant du maire dans les établissements publics. En 1790, il publia ainsi un Compte rendu concernant l’administration de Paris. En 1791, il fut élu membre du directoire de la Seine, et expulsé de ce poste sous la Terreur pour ses opinions modérées, il est incarcéré pendant quelque temps comme suspect. Il ne réapparaît dans la vie publique qu'en 1800, lorsque Nicolas Frochot, le préfet de la Seine, le nomme chef du bureau des hospices civils de Paris. En 1804, il devient membre du conseil de la censure, où il est chargé jusqu'à sa mort de la censure théâtrale.
Au mois de mars 1798, on eut encore de lui les Dangers de la présomption, comédie en cinq actes et en vers ; en 1799, l’Astronome, comédie en deux actes et en prose, mêlée d’ariettes, musique de Lebrun, et la Punition, opéra en un acte, musique de Cherubini ; en 1808, Arioste gouverneur, ou le Triomphe du génie, en société avec François Roger, et qui fut représentée au théâtre du Vaudeville.

## Œuvres
Théâtre
- Le Bon Père, ou la Bonne Aventure, comédie en 3 actes, en prose, Cernay, 11 novembre 1774
- L'Avare cru bienfaisant, comédie en 5 actes, en vers, Paris, Théâtre de l'Odéon, 15 décembre 1784
- Le Mariage secret, comédie en 3 actes, en vers, Château de Fontainebleau, 4 novembre 1785 ; Paris, Théâtre-Français, 10 mars 1786
- La Double Clef, ou Colombine commissaire, comédie en 2 actes, en vers, mêlée d'ariettes, Paris, Théâtre Italien, 25 juin 1786
- Le Portrait, ou le Danger de tout dire, comédie en un acte, en vers, Paris, Théâtre de l'Odéon, 13 mai 1786
- L'Astronome, opéra-comique, avec Louis-Sébastien Lebrun, Paris, Théâtre Feydeau, 21 novembre 1798
- La Punition, opéra-comique en 1 acte, musique de Luigi Cherubini, Paris, Théâtre Feydeau, 23 février 1799
- Arioste gouverneur, ou le Triomphe du génie, comédie en 1 acte, avec François Roger, Paris, Théâtre du Vaudeville, 15 mars 1800
- Le Portrait de Fielding, comédie en un acte, mêlée de vaudevilles, avec Jean-Baptiste-Denis Després et Alexandre-Joseph-Pierre de Ségur, Paris, Théâtre du Vaudeville, 23 avril 1800
- La Pièce en répétition, comédie en 2 actes, en prose, avec François Roger, Paris, Théâtre Louvois, 1801

Pièces administratives
- Compte rendu à l'assemblée générale des représentants de la commune de Paris, le 8 février 1790, par M. Brousse Desfaucherets, lieutenant de maire au département des établissements publics (1790) Texte en ligne
- Discours sur les monuments publics, prononcé au conseil du département de Paris, le 15 décembre 1791 (1792) Texte en ligne
- Réponse du département des établissements publics, au mémoire présenté par le département de la police, à la commune & aux soixante districts, au sujet des spectacles (179?) Texte en ligne

## Iconographie
Marie-Guillemine Benoist peint en 1806 un portrait de Jean-Louis Brousse-Desfaucherets, présenté au Salon de 1806 (livret no 23). Bien que l'artiste, selon une pratique courante, intitule son tableau simplement Portrait d'homme afin de préserver la vie privée de son modèle, les critiques sont nombreux à reconnaître « l'auteur du Mariage secret ». Desfaucherets est représenté assis, tenant à la main un document roulé sur lequel se lit le titre de ses ouvrages,.

## Sources biographiques
- Antoine-Vincent Arnault, Biographie nouvelle des contemporains, vol. III, 1821, p. 524-5.
- Louis-Mayeul Chaudon, Dictionnaire universel, historique, critique et bibliographique, t. 3, Mame, 1810, 9e éd., 590 p. (lire en ligne), p. 331-2.